# Салмаки
 Салмаки  — деревня в Оричевском районе Кировской области в составе Гарского сельского поселения.

## География
Находится на расстоянии примерно 12 км на север-северо-восток от районного центра поселка Оричи.

## История
Известна с 1678 года как деревня Сусловых с 2 дворами, принадлежавшая Успенскому Трифанову монастырю. В 1764 году учтено 18 жителей. В 1873 году здесь (Сусловская или Салтаки, позже Салмаки) было отмечено дворов 10 и жителей 54, в 1905 14 и 70, в 1926 16 и 80, в 1950 18 и 70, в 1989 году оставалось 9 жителей. Нынешнее название утвердилось с 1939 года.

## Население
Постоянное население  составляло 6 человек (русские 100%) в 2002 году, 1 в 2010.